# Alba Party
De Alba Party is een Schotse nationalistische politieke partij. De partij is in 2021 opgericht en deed dat jaar mee aan de verkiezingen voor het Schotse parlement, maar behaalde daar geen zetels. Ook bij de lokale verkiezingen in mei 2022 wist de partij geen zetels te veroveren.  In oktober 2023 kreeg de Alba Party alsnog een zetel in het Schotse parlement omdat een SNP parlementariër van partij veranderde. 
Omdat twee SNP Lagerhuisleden zich bij de oprichting in 2021 bij de Alba Party hadden aangesloten, had de partij enkele jaren twee zetels in het Britse Lagerhuis. Deze verloren ze bij de Lagerhuisverkiezingen van 2024.

## Oprichting
De Alba Party werd op 8 februari 2021 opgericht door Laurie Flynn. Alba is de Schots-Gaelische naam voor Schotland. De partij pleit voor Schotse onafhankelijkheid en omschrijft haar doel als het opbouwen van een sociaal rechtvaardig en ecologisch verantwoord Schotland.   
Op 26 maart 2021 werd bekendgemaakt dat Alex Salmond, de voormalige Eerste Minister van Schotland en vroegere leider van de Scottish National Party, de partij zou gaan leiden. Direct na deze mededeling sloten SNP-politici zich bij de Alba Party aan, waaronder twee leden van het Britse Lagerhuis en enkele plaatselijke politici.   
Er kwam vooral vanuit de SNP kritiek op de betrokkenheid van Salmond. Zijn kandidatuur werd gezien als onderdeel van een persoonlijke vete met zijn opvolger als leider van de SNP,  eerste minister Nicola Sturgeon.
Salmond overleed onverwacht op 12 oktober 2024. Het leiderschap van de partij werd tijdelijk overgenomen door Kenny MacAskill, een voormalig minister in de Schotse regering, die in 2021 was overgestapt van de SNP naar de Alba Party. Hij werd op 26 maart 2025 gekozen tot partijleider.

## Verkiezingsresultaten

### Schotse parlementsverkiezingen 2021
De Alba Party deed mee aan de verkiezingen voor het Schotse parlement van 6 mei 2021.  
Bij de Schotse Parlementsverkiezingen brengt elke kiezer twee stemmen uit: één op een individuele kandidaat die het kiesdistrict zal vertegenwoordigen, en één op een regionale kandidatenlijst van een partij. De Alba Party pleitte ervoor dat kiezers die voor Schotse onafhankelijkheid waren bij de kiesdistrictstemming op de SNP zouden stemmen, en bij de lijststemming op de Alba Party. 
De Alba Party had in elk van de acht regio's een kandidatenlijst. Salmond was kandidaat in de regio Noordoost-Schotland. Geen van de Alba Party kandidaten werd in het Schotse Parlement gekozen. De partij kreeg 8.269 stemmen, 2,3% van het totaal.
In oktober 2023 kreeg de Alba Party een eerste zetel in het Schotse parlement, toen SNP parlementariër Ash Regan van partij veranderde.

### Gemeentelijke verkiezingen 2022
Bij de gemeentelijke verkiezingen op 5 mei 2022 wist de Alba Party geen zetels te winnen. Ook zittende gemeenteraadsleden die van de SNP waren overgegaan naar de Alba Party werden niet herkozen.

### Lagerhuisverkiezingen 2024
Bij de Britse Lagerhuisverkiezingen van 2024 won de Alba Party geen zetels. De twee voormalige SNP lagerhuisleden werden niet herkozen.